# رزموند ژرار
لوئیز رُز اِتین ژرار معروف به رُزموند ژِرار (به فرانسوی: Rosemonde Gérard)ٔ تولد ۵ آوریل ۱۸۶۶ در پاریس، درگذشت ۸ ژوئیه ۱۹۵۳ در همان شهر، بازیگر کمدی و شاعر زن فرانسوی است. او همسر ادمون روستان و مادر موریس روستان و ژان روستان است.

## زندگی‌نامه
رُزموند ژِرار نوهٔ مارشال اتین موریس ژرار از قهرمانان نبرد واگرام (به فرانسوی: Bataille de Wagram) بود. پدرش را در نوجوانی از دست داد و الکساندر دوما (پسر) سرپرستی‌اش را عهده‌دار شد. در ۱۸۸۹ اولین مجموعه شعر خود را با عنوان نی‌لبک‌ها (Les Pipeaux) در پاریس به چاپ رساند. یک سال بعد، در ۲۴ سالگی با ادمون روستان ازدواج کرد و همان سال جایزهٔ شعر «Prix Archon-Despérouses» به او اعطا شد.
رزموند ژرار به موازات سرودن شعر، یک بار به حرفهٔ بازیگری نیز رو آورد و در سال ۱۸۹۷، در نمایشنامهٔ کمدی سیرانو دو برژراک اثر ادمون روستان، شوهرش، در نقش روکسان (Roxane) به ایفای نقش پرداخت. او در سال ۱۹۳۱، موفق به دریافت نشان لژیون دونور شد و به عضویت هیئت داوران جایزه فمینا درآمد. رزموند ژرار در 8 ژوئیه 1953 در پاریس (منطقهٔ 16) درگذشت. او بیش از ۲۰ کتاب شعر از خود به یادگار گذاشته‌است.
نمونه‌ای از شعر رُزموند ژِرار از مجموعه شعر نی‌لبک‌ها (Les Pipeaux)
«سال نو مبارک» (Bonne année)
سال نو تبریک به همه چیز:
تبریک به همه کس! به دریا! به جنگل‌ها!
سال نو تبریک به همهٔ گل‌های رُزی
که زمستان در نهان آنها را آماده می‌کند
سال نو تبریک به همه کسانی که به یکدیگر عشق می‌ورزند
و در این‌جا صدایم را می‌شنوند
و همچنین، سال نو تبریک به
همهٔ کسانی که به یکدیگر عشق نمی‌ورزند!